# Страйкер (Огайо)
Страйкер (англ. Stryker) — селище (англ. village) в США, в окрузі Вільямс штату Огайо. Населення — 1259 осіб (2020).

## Географія
Страйкер розташований за координатами 41°30′10″ пн. ш. 84°25′1″ зх. д. / 41.50278° пн. ш. 84.41694° зх. д. (41.502756, -84.416869).  За даними Бюро перепису населення США в 2010 році селище мало площу 2,26 км², з яких 2,25 км² — суходіл та 0,01 км² — водойми.

## Демографія
Згідно з переписом 2010 року, у селищі мешкало 1335 осіб у 524 домогосподарствах у складі 348 родин. Густота населення становила 590 осіб/км².  Було 602 помешкання (266/км²).
Расовий склад населення:
| - 95,0 % — білих - 0,4 % — корінних американців - 0,4 % — чорних або афроамериканців - 0,2 % — азіатів - 1,9 % — осіб інших рас |

До двох чи більше рас належало 2,1 %. Частка іспаномовних становила 8,4 % від усіх жителів.
За віковим діапазоном населення розподілялося таким чином: 27,2 % — особи молодші 18 років, 60,1 % — особи у віці 18—64 років, 12,7 % — особи у віці 65 років та старші. Медіана віку мешканця становила 34,7 року. На 100 осіб жіночої статі у селищі припадало 98,1 чоловіків;  на 100 жінок у віці від 18 років та старших — 98,8 чоловіків також старших 18 років.
Середній дохід на одне домашнє господарство  становив 50 202 долари США (медіана — 46 830), а середній дохід на одну сім'ю — 55 040 доларів (медіана — 53 382). Медіана доходів становила 41 111 долар для чоловіків та 26 250 доларів для жінок. За межею бідності перебувало 14,1 % осіб, у тому числі 25,1 % дітей у віці до 18 років та 18,3 % осіб у віці 65 років та старших.
Цивільне працевлаштоване населення становило 614 особи. Основні галузі зайнятості: виробництво — 33,4 %, освіта, охорона здоров'я та соціальна допомога — 12,4 %, роздрібна торгівля — 12,1 %.